# Verzweigung Zürich-Nord
De Verzweigung Zürich-Nord is een knooppunt in Zwitserland. Op dit knooppunt in het noorden van Zürich sluit de A11 aan op de A1/A4.

## Configuratie
Het knooppunt is een half-sterknooppunt.

## Bijzonderheid
De A1/A4 kent op dit knooppunt een totso.